# غولف قرطاج
غولف قرطاج (بالفرنسية: Golf de Carthage)‏ هو ملعب غولف يقع في ضاحية سكرة قرب تونس العاصمة في تونس. افتتح غولف قرطاج في 1927، ورسم خريطته المهندس الفرنسي إيف بيرو (Yves Bureau). تم تجديد الملعب في 1991.

يتكون الملعب من 18 حفرة ويمتد على 29 هكتار. غولف قرطاج يحتوي على أكاديمية غولف، قاعة مؤتمرات، مطعم، وفضاء حفلات.

## روابط خارجية
- الموقع الرسمي.